# Ernesto Goñi
Ernesto Goñi Ameijenda (Montevideo, 13 gennaio 1985) è un ex calciatore uruguaiano, di ruolo difensore.

## Caratteristiche tecniche
È un terzino sinistro.

## Palmarès

### Club

#### Competizioni nazionali
- Supercoppa uruguaiana: 1

Liverpool Montevideo: 2020